# Scotomera
Scotomera is een geslacht van vlinders uit de familie snuitmotten (Pyralidae). De wetenschappelijke naam van dit geslacht is voor het eerst geldig gepubliceerd in 1881 door Arthur Gardiner Butler. De eerste soort die hij in deze publicatie beschreef was Scotomera tristis, verzameld in Karachi (Pakistan). George Francis Hampson beschouwde Scotomera later als een synoniem van Bostra Walker, 1863 en Scotomera tristis als synoniem van Bostra gnidusalis Walker.

## Soorten
- Scotomera fuliginosalis Leraut, 2007
- Scotomera gnidusalis (Walker, 1859) (= Scotomera tristis Butler, 1881)
- Scotomera laristanalis (Amsel, 1961)
- Scotomera shirazalis (Amsel, 1961)
- Scotomera caesarealis (Ragonot, 1891)
- Scotomera gielisi Asselbergs, 2008
- Scotomera minimalis (Amsel, 1949)